# Stella Mølgaard
Stella Mølgaard gift Lovsø (født 8. september 1920) var en dansk atlet fra AIK Ålborg som satte flere danske rekorder i spydkast i 1940'erne og nåede med 40,07 i 1945 en 7. plads på verdensranglisten.

## Internationale mesterskaber
- 1946 EM Kuglestød 11. plads 9,75
- 1946 EM Spydkast 9. plads 35,31

## Danske mesterskaber
- Bronze 1957 Kuglestød 10,73
- Guld 1955 Kuglestød 11,63
- Sølv 1955 Spydkast 36,05
- Guld 1953 Spydkast 39,90
- Sølv 1953 Kuglestød 11,56
- Sølv 1952 Spydkast 38,78
- Sølv 1952 Kuglestød 11,02
- Sølv 1951 Kuglestød 11,19
- Sølv 1951 Spydkast 37,08
- Bronze 1950 Spydkast 36,12
- Guld 1950 Kuglestød 11,14
- Sølv 1948 Diskoskast 2 34,11
- Sølv 1948 Spydkast 38,10
- Guld 1948 Kuglestød 11,62
- Sølv 1947 Spydkast 36,51
- Sølv 1947 Diskoskast 32,93
- Sølv 1947 Kuglestød 10,46
- Guld 1946 Kuglestød 10,60
- Guld 1946 Spydkast 38,83
- Sølv 1945 Diskoskast 33,63
- Sølv 1945 Kuglestød 10,84
- Guld 1945 Spydkast 40,07